# Bekannte und unbekannte Welten. Abenteuerliche Reisen
A Bekannte und unbekannte Welten. Abenteuerliche Reisen Jules Verne regényeinek első német nyelvű díszkiadása volt, melyet a Hartleben kiadó jelentett meg 1874 és 1911 között Bécsben, Budapesten és Lipcsében. A sorozat összesen 98 kötetet tartalmazott, gót betűs szedéssel, megvásárolható volt kiadói díszkötésben, illetve füzetenként, melyekhez utólag külön meg lehetett rendelni a kötéstáblát és könyvkötővel beköttetni. A kiadói változatot barna előzéklap és sötétkék lapélek jellemezték, míg a füzetek lapélei nem voltak színezettek.

## A kötetek

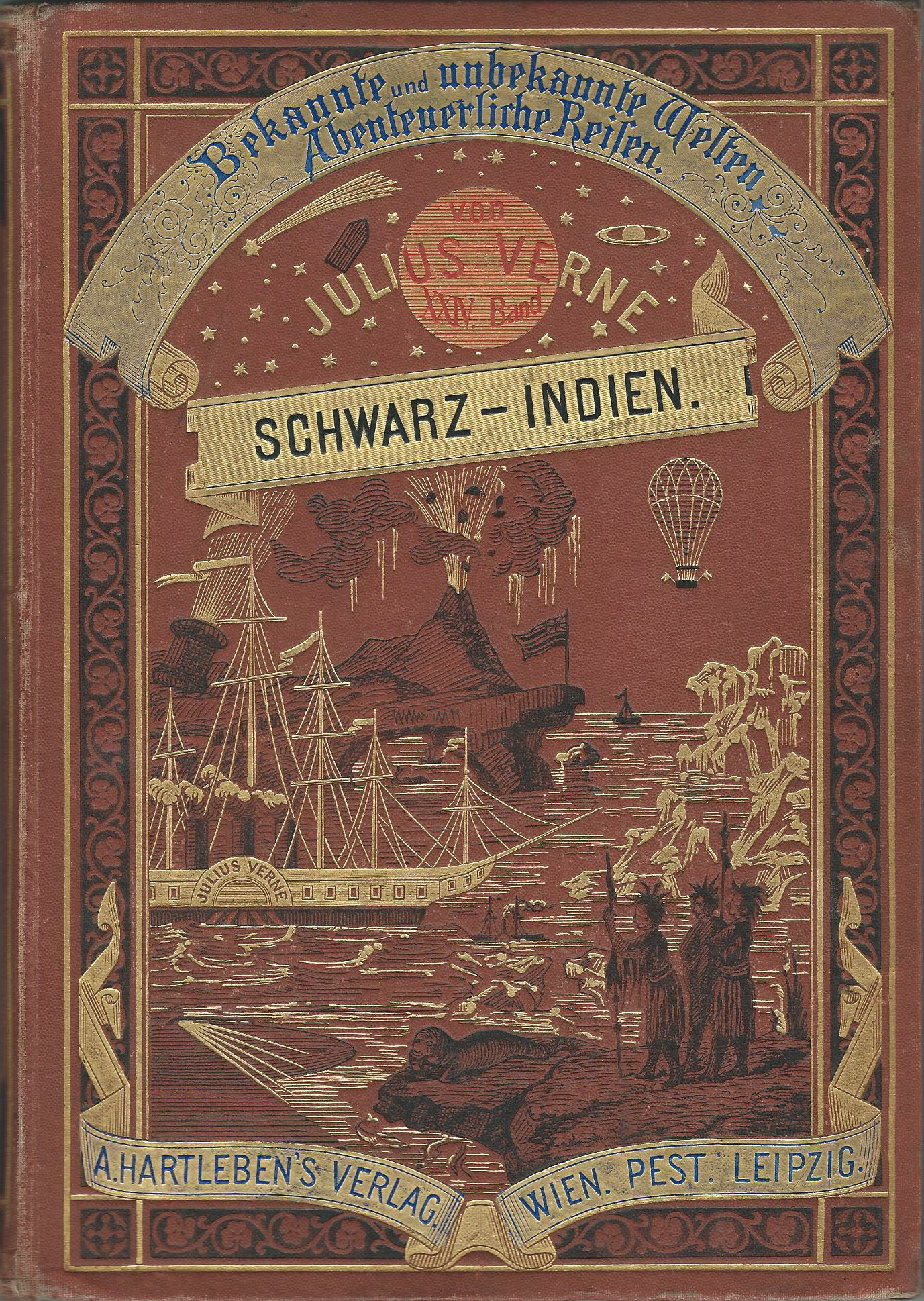
A „Fekete Indiák” 1878-as Hartleben-féle német díszkiadása

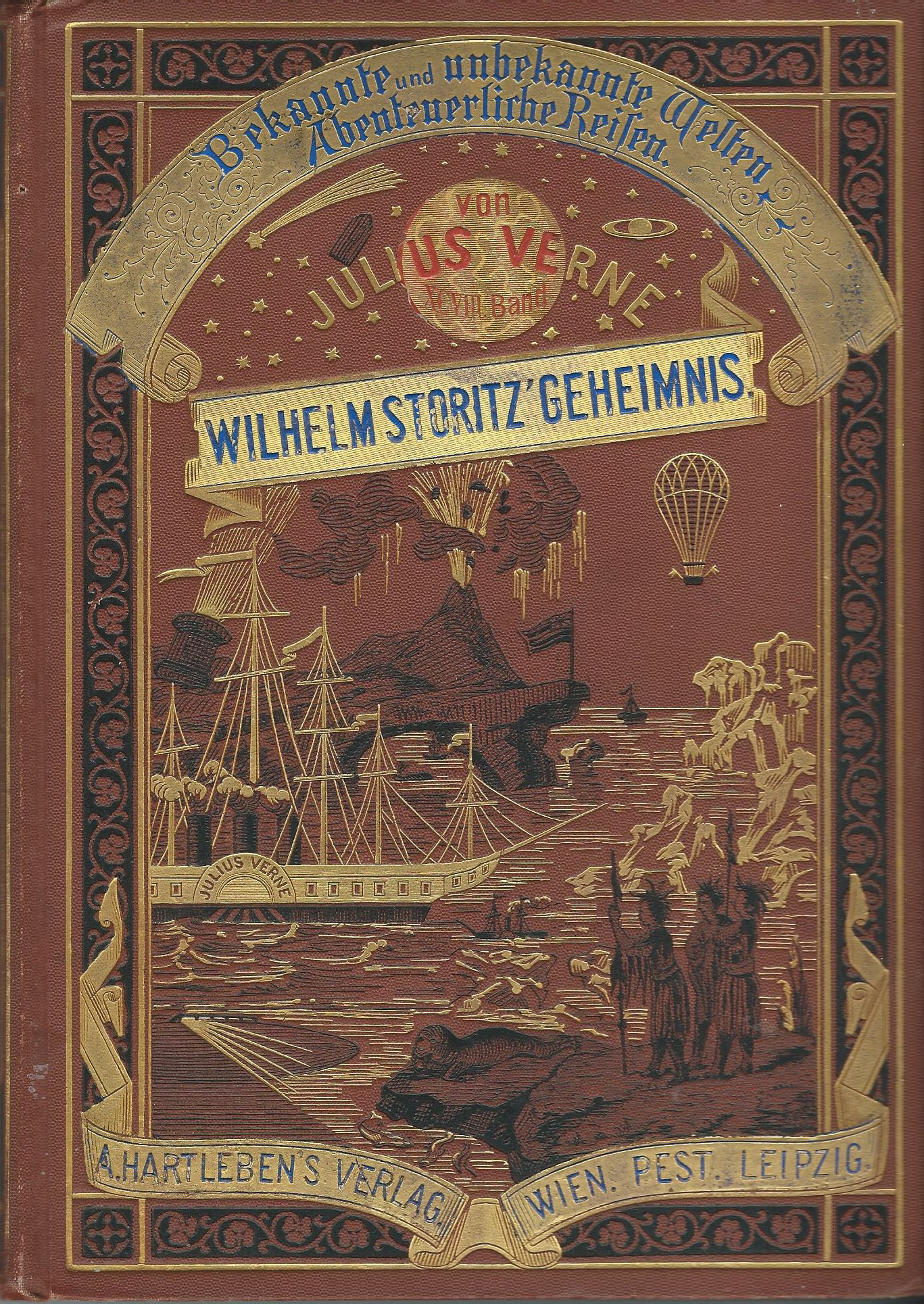
A „Storitz Vilmos titka” 1911-es Hartleben-féle német kiadásának borítója

| Megjelenési év | Kötetszám | Cím |
| -------------- | --------- | --- |
| 1874           | 1         | Von der Erde zum Mond                                                                                                  |
| 1874           | 2         | Reise um den Mond |
| 1874           | 3         | Reise nach dem Mittelpunkt der Erde                                                                                    |
| 1875           | 4, 5      | Zwanzigtausend Meilen unter'm Meer                                                                                     |
| 1875           | 6         | Reise um die Erde in 80 Tagen                                                                                          |
| 1875           | 7, 8      | Reisen und Abenteuer des Kapitän Hatteras                                                                              |
| 1876           | 9         | Fünf Wochen im Ballon                                                                                                  |
| 1876           | 10        | Abenteuer von drei Russen und drei Engländern in Süd-Afrika                                                            |
| 1876           | 11,12,13  | Die Kinder des Kapitän Grant                                                                                           |
| 1876           | 14,15,16  | Die geheimnisvolle Insel                                                                                               |
| 1877           | 17, 18    | Das Land der Pelze |
| 1877           | 19        | Eine schwimmende Stadt / Die Blockade-Brecher                                                                          |
| 1877           | 20        | Eine Idee des Dr. Ox / Meiser Zacharius / Ein Drama in den Lüften / Eine Überwinterung im Eise / Mont Blanc Besteigung |
| 1877           | 21        | Der Chancellor: Tagebuch des Passagiers I. R. Kazallon / Martin Paz                                                    |
| 1877           | 22, 23    | Der Courier des Czaar (Michael Strogoff) / Ein Drama in Mexiko                                                         |
| 1878           | 24        | Schwarz-Indien |
| 1878           | 25, 26    | Reise durch die Sonnenwelt                                                                                             |
| 1879           | 27, 28    | Ein Kapitän von 15 Jahren                                                                                              |
| 1881           | 29, 30    | Die Entdeckung der Erde                                                                                                |
| 1881           | 31        | Die 500 Millionen der Begum                                                                                            |
| 1881           | 32        | Die Leiden eines Chinesen in China                                                                                     |
| 1881           | 33, 34    | Die großen Seefahrer des 18. Jahrhunderts                                                                              |
| 1882           | 35, 36    | Das Dampfhaus |
| 1882           | 37, 38    | Der Triumph des 19. Jahrhunderts                                                                                       |
| 1883           | 39, 40    | Die Jangada |
| 1887           | 41        | Die Schule der Robinsons                                                                                               |
| 1887           | 42        | Der grüne Strahl |
| 1887           | 43, 44    | Keraban der Starrkopf                                                                                                  |
| 1887           | 45        | Der Südstern oder das Land der Diamanten                                                                               |
| 1887           | 46        | Der Archipel in Flammen                                                                                                |
| 1887           | 47,48,49  | Mathias Sandorf |
| 1887           | 50        | Robur der Sieger |
| 1888           | 51        | Ein Lotterie-Los |
| 1889           | 52, 53    | Nord gegen Süd |
| 1889           | 54, 55    | Zwei Jahre Ferien |
| 1893           | 56        | Kein Durcheinander |
| 1893           | 57, 58    | Die Familie ohne Namen                                                                                                 |
| 1893           | 59, 60    | Mistreß Branican |
| 1894           | 61        | Das Karpatenschloss |
| 1894           | 62        | Claudius Bombarnac - Notizbuch eines Reporters                                                                         |
| 1895           | 63, 64    | Der Findling |
| 1895           | 65, 66    | Meisters Antifers wunderbare Abenteuer                                                                                 |
| 1897           | 67, 68    | Die Propeller-Insel |
| 1897           | 69        | Vor der Flagge des Vaterlandes                                                                                         |
| 1897           | 70        | Clovis Dardentor |
| 1898           | 71, 72    | Die Eissphinx |
| 1899           | 73, 74    | Der stolze Orinoco |
| 1900           | 75, 76    | Das Testament eines Exentrischen                                                                                       |
| 1901           | 77, 78    | Das zweite Vaterland                                                                                                   |
| 1902           | 79        | Das Dorf in den Lüften                                                                                                 |
| 1902           | 80        | Die Historien des Jean-Marie Cabidoulin                                                                                |
| 1903           | 81, 82    | Die Gebrüder Kip |
| 1904           | 83, 84    | Reisestipendien |
| 1905           | 85        | Ein Drama in Livland                                                                                                   |
| 1905           | 86        | Herr der Welt |
| 1906           | 87        | Der Einbruch des Meeres                                                                                                |
| 1906           | 88        | Der Leuchtturm am Ende der Welt                                                                                        |
| 1907           | 89, 90    | Der Goldvulkan |
| 1909           | 91, 92    | Das Reisebureau Thompson und Comp.                                                                                     |
| 1909           | 93        | Die Jagt nach dem Meteor                                                                                               |
| 1909           | 94        | Der Pilot der Donau |
| 1910           | 95,96,97  | Die Schiffbrüchigen der „Jonathan“                                                                                     |
| 1911           | 98        | Wilhelm Storitz' Geheimnis                                                                                             |